# Rodrygo
Rodrygo Silva de Goes /ʁoˈdrigu ˈsiwvɐ dɐ ˈgɔ.ɐs/ (ur. 9 stycznia 2001 w Osasco) – brazylijski piłkarz, występujący na pozycji napastnika w hiszpańskim klubie Real Madryt oraz w reprezentacji Brazylii. Posiada również obywatelstwo hiszpańskie.

## Życiorys
Pochodzi z Osasco w stanie São Paulo. Zaczął grać w piłkę w wieku 10 lat, początkowo w drużynie futsalowej.
W marcu 2017 po raz pierwszy w głównej drużynie Santos FC na zaproszenie trenera Dorival Júniora, w lipcu podpisał swój pierwszy profesjonalny kontrakt z tym klubem.
W rozgrywkach Campeonato Brasileiro Série A zadebiutował 4 listopada 2017 w wygranym 3–1 meczu z Atlético Mineiro, zaś swojego pierwszego gola zdobył 25 stycznia 2018 przyczyniając się do wygranej 2–1 z AA Ponte Preta. 1 marca zadebiutował w Copa Libertadores w przegranym 0–2 spotkaniu z Real Garcilaso. W wieku 17 lat i 50 dni został najmłodszym w historii swojego klubu zawodnikiem, jaki wystąpił w Copa Libertadores.
15 czerwca 2018 roku Santos FC i Real Madryt ogłosiły osiągnięcie porozumienia w kwestii transferu zawodnika, w myśl którego Rodrygo przeniesie się do hiszpańskiego zespołu w lipcu 2019. Rok później, 18 czerwca 2019 roku, został zaprezentowany jako nowy zawodnik Realu Madryt.
6 listopada 2019, w wygranym 6–0 meczu Ligi Mistrzów z Galatasaray SK, Rodrygo strzelił trzy gole i zaliczył asystę. Tym samym stał się drugim najmłodszym strzelcem hattricka w historii Ligi Mistrzów, a także najmłodszym zawodnikiem z Brazylii, który strzelił gola w LM. W sezonie Ligi Mistrzów UEFA (2021/2022) strzelił bramkę z woleja w meczu z Chelsea F.C.

## Statystyki kariery
Aktualne na 20 maja 2024.
| Zespół               | Sezon              | Liga    | Liga | Liga stanowa | Liga stanowa | Puchar  | Puchar | Międzynarodowe | Międzynarodowe | Łącznie | Łącznie |
| Zespół               | Sezon              | Występy | Gole | Występy      | Gole         | Występy | Gole   | Występy        | Gole           | Występy | Gole    |
| -------------------- | ------------------ | ------- | ---- | ------------ | ------------ | ------- | ------ | -------------- | -------------- | ------- | ------- |
| Santos FC            | 2017               | 2       | 0    | –            | –            | –       | –      | –              | –              | 2       | 0       |
| Santos FC            | 2018               | 35      | 8    | 12           | 3            | 3       | 0      | 8              | 1              | 58      | 12      |
| Santos FC            | 2019               | 4       | 1    | 10           | 1            | 6       | 3      | 0              | 0              | 20      | 5       |
| Łącznie              | Łącznie            | 41      | 9    | 22           | 4            | 9       | 3      | 8              | 1              | 80      | 17      |
| Real Madryt Castilla | 2019/20            | 3       | 2    | –            | –            | –       | –      | –              | –              | 3       | 2       |
| Real Madryt          | 2019/20            | 19      | 2    | –            | –            | 2       | 1      | 5              | 4              | 26      | 7       |
| Real Madryt          | 2020/21            | 22      | 1    | –            | –            | 0       | 0      | 11             | 1              | 33      | 2       |
| Real Madryt          | 2021/22            | 33      | 4    | –            | –            | 5       | 0      | 11             | 5              | 49      | 9       |
| Real Madryt          | 2022/23            | 34      | 9    | –            | –            | 11      | 5      | 12             | 5              | 57      | 19      |
| Real Madryt          | 2023/24            | 33      | 10   | –            | –            | 4       | 2      | 5              | 3              | 19      | 15      |
| Łącznie              | Łącznie            | 141     | 26   | 22           | 4            | 22      | 8      | 44             | 18             | 229     | 56      |
| Łącznie w karierze   | Łącznie w karierze | 182     | 37   | 22           | 4            | 31      | 11     | 52             | 19             | 287     | 71      |

## Osiągnięcia

### Real Madryt
- Mistrzostwo Hiszpanii: 2019/2020, 2021/2022
- Puchar Króla: 2022/2023
- Superpuchar Hiszpanii: 2019/2020, 2021/2022
- Liga Mistrzów UEFA: 2021/2022 , 2023/24
- Superpuchar UEFA: 2022, 2024
- Klubowe Mistrzostwa Świata: 2022